# Tolmount
Der Tolmount ist ein als Munro eingestufter, 958 Meter hoher Berg in Schottland. Sein gälischer Name An Dul Monadh kann in etwa mit Berg des Tals oder Berg der Niederung übersetzt werden. Er liegt auf der Grenze der Council Areas Aberdeenshire und Angus in den Grampian Mountains etwa 15 Kilometer südwestlich von Ballater und 12 Kilometer südöstlich von Braemar auf dem weitläufigen Hochplateau zwischen den Bergen östlich des Cairnwell Pass und dem Plateau der White Mounth, dessen höchster Gipfel der nordöstlich benachbarte Lochnagar ist.

## Beschreibung
Lediglich auf seiner Nordwestseite, die zugleich den Talschluss des in diesem Bereich tief in das Plateau eingeschnittenen Glen Callater darstellt, besitzt der Tolmount eine steile felsige Seite. Aus allen anderen Richtungen ist der Tolmount ein flacher grasiger Kegel, der sich wenig auffällig keine hundert Meter über das von weitem Moorland geprägte Plateau erhebt. Nach Süden besitzt er einen kurzen breiten Grat, über den Übergang zum südlich benachbarten, 957 Meter hoher Munro Tom Buidhe möglich ist. Weiter westlich schließt sich das zum 1064 Meter hohen Cairn of Claise und den weiteren Gipfeln östlich des Cairnwell Pass führende Plateau an. Im Nordosten ist über das Plateau der Übergang zu den weiteren Munros der White Mounth möglich, etwa einen Kilometer östlich des Gipfels fällt das Plateau in das Tal des Burn of Fafernie ab, eines Quellflusses des River South Esk. 

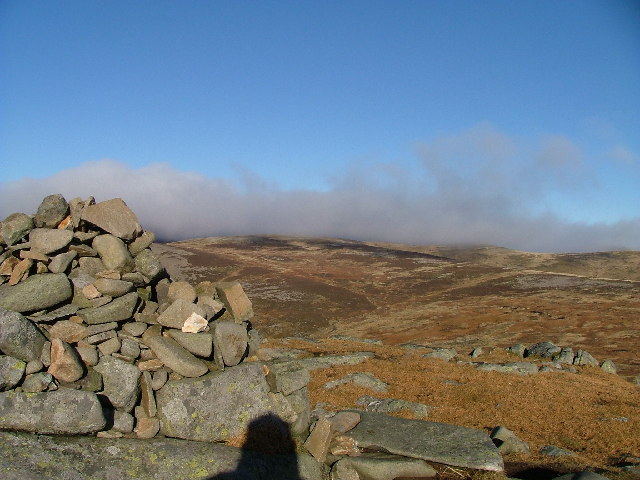
Der Gipfelcairn des Tolmount, Blick nach Nordosten
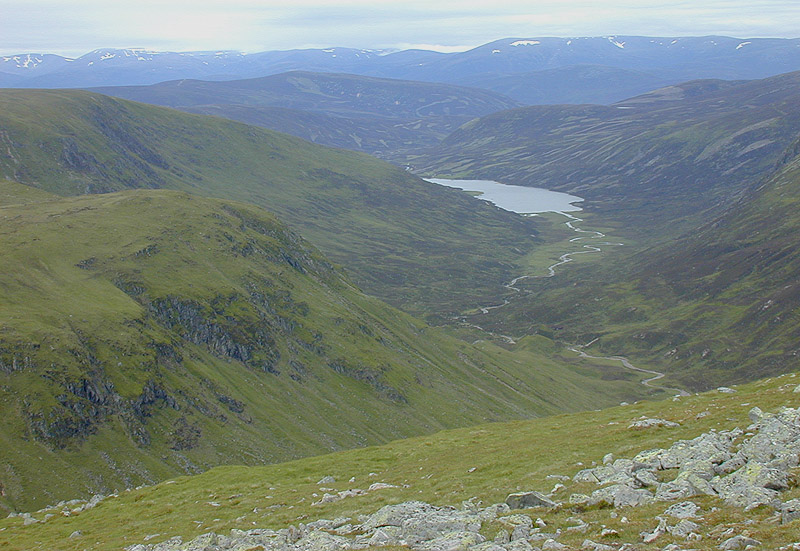
Blick vom Gipfel nach Nordwesten in das Glen Callater mit dem Loch Callater
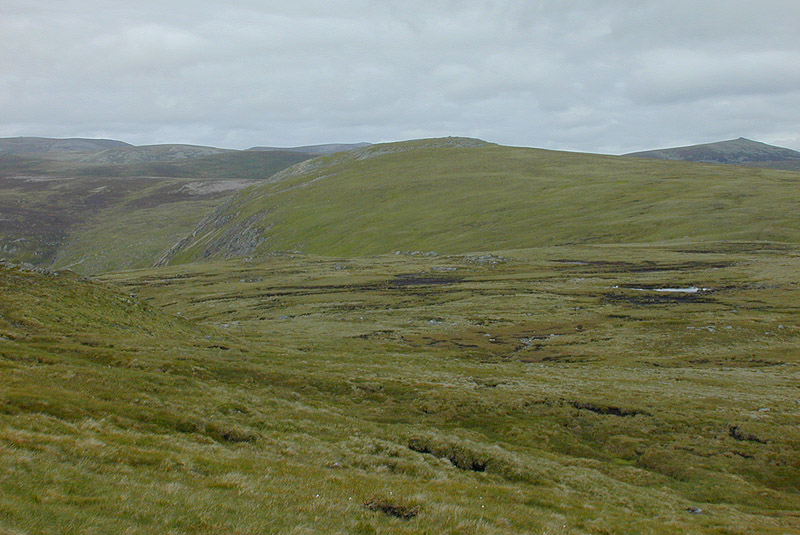
Blick nach Süden zum Tom Buidhe über das Moorland der White Mounth

## Aufstieg
Aufgrund seiner Lage weit abseits öffentlicher Straßen und Ansiedlungen erfordern alle Touren zum Tolmount lange Zustiege. Die meisten Munro-Bagger kombinieren seine Besteigung mit einer Tour auf den benachbarten Tom Buidhe. Ein Ausgangspunkt ist die kleine Ansiedlung Auchallater an der A93 südlich von Braemar. Von dort kann der Tolmount durch das Glen Callater und über Jock’s Road, ein alter, früher von Viehtreibern genutzter Weg aus den Highlands an die Küste, der das Plateau am Fuß des Tolmount quert, erreicht werden. Dieser Weg kann auch aus südöstlicher Richtung genutzt werden, Ausgangspunkt ist Glendoll Lodge am Ende der Fahrstraße im Glen Clova, durch das der Oberlauf des River South Esk verläuft. Weitere Zustiegsmöglichkeiten bestehen aus Richtung des Cairnwell Pass über den Cairn of Claise und das dortige Plateau.